# 铁路广场 (奥斯陆)

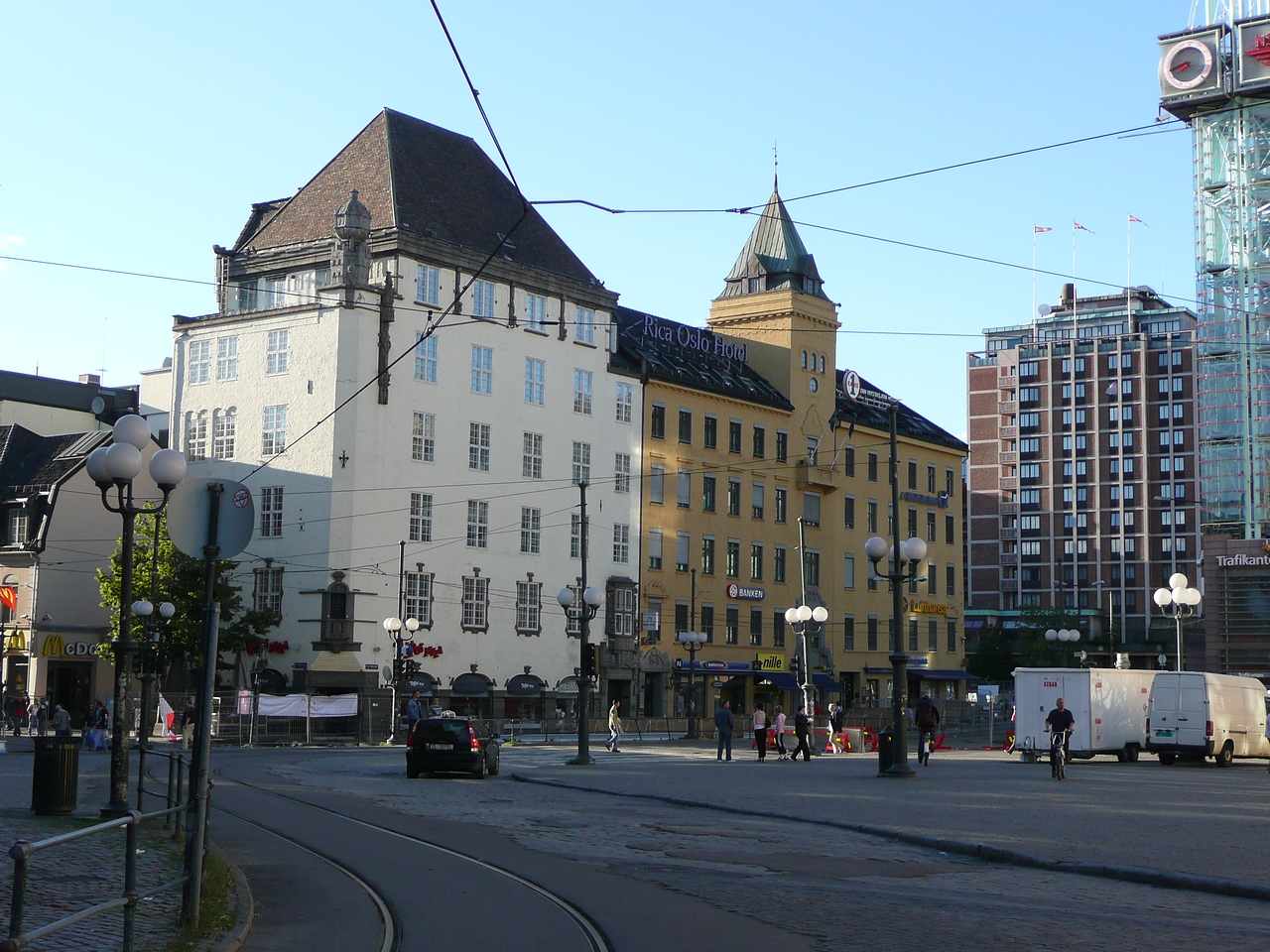

铁路广场（Jernbanetorget）是挪威首都奥斯陆的一个大型广场，在奥斯陆中央车站前。
铁路广场是挪威最大的公共交通枢纽，奥斯陆的所有电车、火车和长途汽车线路均汇集于此。奥斯陆地铁也在此设有铁路广场站。
59°54′39.63″N 10°45′0.09″E / 59.9110083°N 10.7500250°E